# Jobi Justin
 Jobi Justin  là một tiền đạo bóng đá người Ấn Độ hiện tại thi đấu cho East Bengal F.C. ở I-League.